# Sabien Lilaj
Sabien Lilaj (Maliq, 10 de febrero de 1989) es un ex-futbolista albanés que jugaba en la demarcación de centrocampista.

## Selección nacional
Hizo su debut con la selección de fútbol de Albania el 7 de octubre de 2011 en un partido de clasificación para la Eurocopa 2012 contra Francia que finalizó con un resultado de 3-0 a favor del combinado francés tras los goles de Florent Malouda, Loïc Rémy y Anthony Réveillère.

## Clubes
| Club                  | País       | Año       | Partidos | Goles |
| --------------------- | ---------- | --------- | -------- | ----- |
| KF Tirana             | Albania    | 2008-2011 | 82       | 3     |
| Lokomotiva Zagreb     | Croacia    | 2011-2012 | 15       | 0     |
| KF Skënderbeu Korçë   | Albania    | 2012-2016 | 152      | 20    |
| FK Kukësi (cedido)    | Albania    | 2016      | 2        | 0     |
| KF Skënderbeu Korçë   | Albania    | 2016-2018 | 47       | 7     |
| FK Qäbälä             | Azerbaiyán | 2018-2019 | 29       | 0     |
| Sektzia Nes Tziona FC | Israel     | 2019-2020 | 35       | 2     |
| KF Pristina           | Kosovo     | 2020-2022 | 4        | 0     |
| Dinamo Tirana         | Albania    | 2022-2023 | 36       | 2     |

## Palmarés
KF Tirana
- Superliga de Albania (1): 2008-09
- Copa de Albania (1): 2010-11
- Supercopa de Albania (1): 2009

Skënderbeu Korçë
- Superliga de Albania (5): 2012-13, 2013-14, 2014-15, 2015-16, 2017-18
- Copa de Albania (1): 2017-18
- Supercopa de Albania (2): 2013, 2014

FK Qäbälä
- Copa de Azerbaiyán (1): 2018-19